# زباد نخلی نقاب‌دار
زباد نخلی نقاب‌دار (نام علمی: Paguma larvata) نام یک گونه از تیره زبادان است.